# 1975 Pikelner
1975 Pikelner eller 1969 PH är en asteroid i huvudbältet som upptäcktes den 11 augusti 1969 av den ryska astronomen Ljudmjla Tjernych vid Krims astrofysiska observatorium på Krim. Den har fått sitt namn efter astronomen Solomon Pikelner.
Asteroiden har en diameter på ungefär 14 kilometer.